# Тонга (жолоб)
22°56′41″ пд. ш. 174°43′59″ зх. д. / 22.944722222222° пд. ш. 174.73305555556° зх. д.
Жолоб Тонга — океанічний жолоб, розташований в південній частині Тихого океану з найглибшою точкою 10 882 м, відомої як Horizon Deep. Згідно з даними GEBCO від серпня 2011 версії Horizon Deep має координати 23°15.5′ пд. ш. 174°43.6′ зх. д. / 23.2583° пд. ш. 174.7267° зх. д. і 10,800 м ± 10 м.
Жолоб знаходиться в північній частині зони субдукції Кермадек-Тонга, де Тихоокеанська плита зазнає субдукції під плиту Тонга і Індо-Австралійську платформу. Жолоб Тонга розпочинається від підводної гори Моноваї і прямує в напрямку NNE. Підводна гора Моноваї є трійником — від неї прямує на південний схід хребет Луїсвілл, на південь — жолоб Кермадек, на північ — жолоб Тонга. Від плити Тонга жолоб повертає на NW і стає трансформним розломом.
Конвергенція відбувається зі швидкістю, що оцінюється приблизно в 15 см/рік (by Lonsdale, 1986); проте, недавні супутникові вимірювання дали 24 см/рік — це найшвидший рух плит на планеті; результатом є найбільша сейсмічність на Землі.

## Цікаві факти
17 квітня 1970 року при поверненні на Землю Apollo-13 місячний посадковий ступінь, відстріляний разом з плутонієвим енергоджерелом, що містить 44 500 Кі плутонію-238, увійшов в атмосферу над південною частиною Тихого океану і, приземлившись на південь від островів Фіджі, затонув на глибині 10 800 метрів в жолобі. Ніяких спроб до підйому генератора не робилося, так як точне його місце знаходження невідоме.